# Lenir de Assis
Lenir Cândida de Assis (Londrina, 18 de setembro de 1969), conhecida como Lenir de Assis, é uma socióloga e política brasileira filiada ao Partido dos Trabalhadores (PT). Atualmente exerce mandato de deputada federal pelo Paraná.
É formada em Ciências Sociais, mestra e doutora em sociologia, pela Universidade Estadual de Londrina (UEL).
Ligada aos movimentos sociais, entrou na política em 2012, quando na eleição municipal foi eleita à Câmara Municipal de Londrina, sendo reeleita vereadora em 2016, 2020 e 2024.
Nas eleições de 2014 foi candidata a deputada estadual, mas não foi eleita. Nas eleições de 2024 concorreu a uma vaga na Câmara Federal e foi eleita segunda suplente de deputada federal com 17.103 votos, assumindo a vaga de Gleisi Hoffmann no dia 11 de março de 2025, na 57ª Legislatura.